# Психология масс и анализ Я
«Психология масс и анализ Я» (нем. Massenpsychologie und Ich-Analyse) — книга австрийского врача и психолога, основателя психоанализа Зигмунда Фрейда, которую он создавал в период 1920—1921 годов.

## История создания
Работа над «Психологией масс и анализом Я» поначалу шла трудно, с перерывами. Об этом свидетельствует отрывок из письма Фрейда Эрнесту Джонсу:

 «Я привёз с собой материал для „Психологии масс и анализа Я“, но моя голова упорно сопротивляется и не проявляет интереса к этой глубокой проблеме».
 Под «материалом» Фрейд подразумевал «Психологию масс» Гюстава Лебона, французского врача и антрополога (тезисы которого он подвергает анализу в одной из первых глав «Психологии масс и анализа Я»), труд социолога и психолога Уильяма Мак-Дугалла «Групповой разум», а также работу хирурга Вильфреда Троттера «Инстинкт орды в условиях войны и мира».
В октябре 1920 года в Берлине автор представил своим ученикам наброски «Психологии масс и анализа Я», и уже в начале 1921 года он внёс в книгу последние правки. В письме Джонсу Фрейд называл свой труд «книжечкой о психологии масс».

## Идеи
По Фрейду, психические свойства массы схожи с психическими свойствами первобытных людей. Для обоих случаев характерна амбивалентность чувств и идей, которую так же можно обнаружить у детей и невротиков. Кроме того, эти категории людей склонны переоценивать психическую реальность (желания, фантазии, представления) при сравнении её с реальностью объективной.
Для объяснения психических сил, превращающих индивидов в массу, Фрейд обращается к своей теории либидо. По мнению автора, эротические привязанности — основа внушения и подчинения. Ими обусловлены психические свойства масс. 

 Массу явно объединяет некая сила… Когда индивид утрачивает в массе своё своеобразие и позволяет другим влиять на себя, создаётся впечатление, что он делает это потому, что у него существует потребность быть скорее в согласии с другими, чем в антагонизме, то есть, вероятно, всё-таки из-за любви.— Зигмунд Фрейд «Психология масс и анализ Я» (1921 г.)
В качестве примера «высокоорганизованной, устойчивой, искусственной» массы автор берёт армию, в которой индивидов сплачивает эмоциональная привязанность к полководцу (вождю). Согласно Фрейду, отличительной чертой массы с вождём является ограничение нарциссизма. Кроме того, в ней отсутствует амбивалентность чувств, которая присуща иным эмоциональным привязанностям. Такое рассуждение подводит Фрейда к мысли о том, что массу сплачивают особые либидозные связи.
Под ними автор подразумевает первые привязанности ребёнка к другому человеку. Благодаря им мальчик начинает идентифицировать себя с отцом — подражает ему, видит в нём свой идеал. Отдельные свойства и требования человека, на которого ориентируется ребёнок, становятся частью его собственного внутреннего мира и образуют Сверх-Я. По мере появления новых идентификаций роль Сверх-Я в формировании личности и её совершенствовании возрастает.
Для состояния влюблённости, по Фрейду, характерно стремление к идеализации, которое он объясняет так: 

 «При влюблённости большая часть нарциссического либидо перемещается на объект. При некоторых формах любовного предпочтения бросается в глаза, что его объект заменяет собственный, никогда не достижимый идеал Я. Его любят за совершенства которых жаждали для своего Я и которые таким окольным путём хотели бы добыть для удовлетворения своего нарциссизма». 
Фрейд сравнивает также влюблённость с гипнозом — и то, и другое сопровождается уступчивостью, некритичностью, внушаемостью и пассивностью. В гипнозе Фрейд видит «безмерную влюблённость без потребности в сексуальном удовлетворении». Гипнотизёром в массе выступает её предводитель — Идеал. Индивиды, составляющие массу, идентифицируют себя не только со ним, но и друг с другом, чем можно объяснить регрессию их психики (резкое снижение интеллекта, безудержность аффектов и т. д.).
Масса с вождём у Фрейда — ожившая первобытная орда, где господствует аффективность, стремление к немедленному удовлетворению потребностей. От того, как в психике её участников соотносятся понятия Я и Идеал Я, зависит характер устроения массы.

## Альтернативные точки зрения
Проблема идентификации, которую Фрейд затрагивает в «Психологии масс и анализе Я», нашла отражение в произведениях его последователей. Карл Юнг занимался исследованием идентификации человека не только с людьми и группами людей, но и с героями мифов, душами предков, богами. По мнению Юнга, идентификация лежит в основе религиозных обрядов и церемоний.
Австро-американский психоаналитик Рене Шпиц писал о жестовой идентификации. Согласно ему, ребёнок начинает идентифицировать себя с окружающими людьми посредством жестов с шести месяцев.
Карл Юнг определял либидо как «душевную энергию», Фрейд — как сексуальную. Юнг утверждал, что либидо многолико — может принимать различные формы. Долгое время Фрейд и Юнг спорили о сути данного понятия.

## Значение
Французскому писателю и общественному деятелю Ромену Роллану Фрейд признавался: 

«Не то, чтобы я считал эту работу особенно удачной, но она прокладывает дорогу от психоанализа индивида к пониманию общества». 
Книга «Психология масс и анализ Я» стала продолжением того, что Фрейд начал ещё «Тотеме и табу». В «Психологии масс и анализе Я» он затронул область социологии и политической психологии, использовал опыт, накопленный во время исследования «зачатков культуры». Фрейд указал на то, что различие между индивидуальной и социальной (массовой) психологией при детальном рассмотрении становится не таким существенным, каким оно может показаться на первый взгляд. Он объясняет это следующим образом: 

 «В психической жизни человека абсолютно необходимо учитывать „другого“ в качестве образца, объекта, помощника или противника, а поэтому индивидуальная психология с самого начала является одновременно и психологией социальной в этом расширенном, но вполне оправданном смысле слова». 

## В массовой культуре
В 2013 г. на Первом канале стартовал сериал «Метод Фрейда». Главный герой этой картины Роман Фрейдин (психолог) в качестве консультанта помогает следственному отделу прокуратуры распутывать сложные преступления. При расследовании особое внимание он уделяет психологическому состоянию подозреваемых. В одном из эпизодов Фрейдин пытается предотвратить массовый суицид участников некой секты.